# Kodjo, Mentor en Presentpren

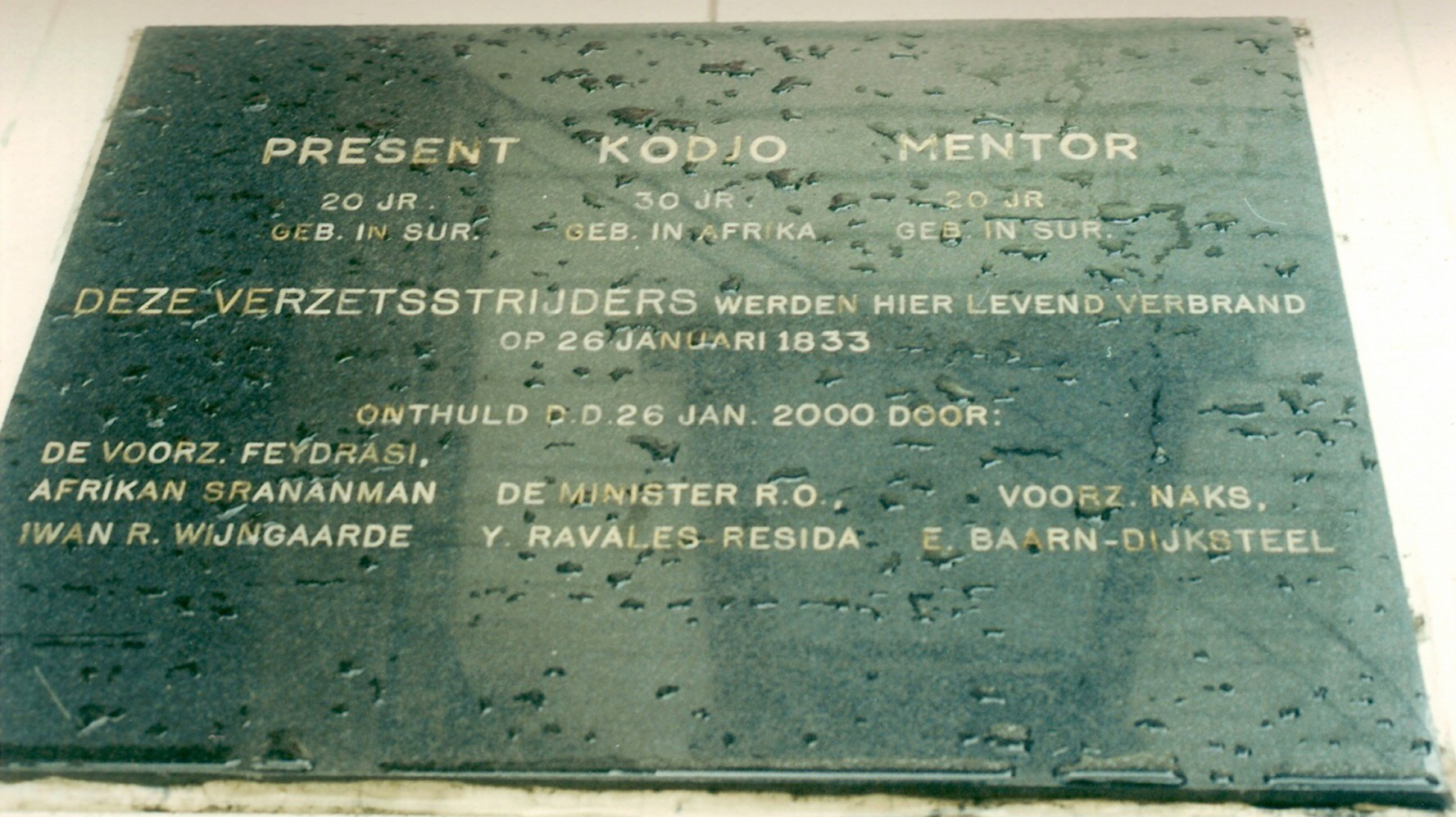
Gedenkplaat voor Kodjo, Mentor en Present in Paramaribo onthuld in 2000

Kodjo, Mentor en Presentpren (pren is plein) is sinds 2000 de naam van het plein grenzend aan de Heiligenweg in Paramaribo, Suriname, vernoemd naar de verzetsstrijders Kodjo, Mentor en Present.
Kodjo (Suriname, ca. 1803 - Paramaribo, 26 januari 1833), Mentor (Guinee, ca. 1812 - Paramaribo, 26 januari 1833) en Present (Suriname, ca. 1813 - Paramaribo, 26 januari 1833) waren drie slaafgemaakte jonge mannen ('huisslaven') die verantwoordelijk werden gehouden voor de stadsbrand van Paramaribo die woedde in de nacht van 3 op 4 september 1832.  
De strafeis van het Openbaar Ministerie, waargenomen door de latere gouverneur van Suriname, De Kanter, werd uitgesproken op 28 december 1832 en luidde doodstraf door ophanging. Het hof verwierp de strafeis echter op 10 januari en sprak in een openbare zitting op 19 januari 1833 het vonnis uit dat Kodjo, Mentor en Present aan een paal gebonden levend zouden worden verbrand. De locatie hiervoor was de Heiligenweg, bij de ruïnes van het huis van Monsanto waar de brand was begonnen. Het vonnis werd uitgevoerd op 26 januari 1833. 
Sinds 1993 worden de drie mannen jaarlijks in Paramaribo herdacht. Een plengoffer wordt dan uitgevoerd en iemand leest een gedicht voor. De brandstichting wordt inmiddels beschouwd als een verzetsdaad gepleegd tegen het koloniale bestuur. In 2000 werd daarom op de plek van de terechtstelling een plaquette onthuld als herinnering aan de wrede terechtstelling. In 2021 is het monument gerestaureerd door beeldhouwer Iwan Verwey. In 2018 werd vervolgens nog een tweede herinneringsplaquette onthuld. 